# Kuligów
Kuligów – wieś w Polsce położona w województwie mazowieckim, w powiecie wołomińskim, w gminie Dąbrówka. Ma status sołectwa.
Prywatna wieś szlachecka Kuligowo położona była w drugiej połowie XVI wieku w powiecie kamienieckim ziemi nurskiej województwa mazowieckiego. W latach 1954–1961 wieś należała do gromady Józefów, po zmianie siedziby i nazwy gromady należała i była siedzibą władz gromady Kuligów. W latach 1975–1998 miejscowość administracyjnie należała do województwa ostrołęckiego.

## Opis
Kuligów to duża wieś letniskowa położona w zakolu rzeki Bug i w jej starorzeczu, 20 km od Wołomina, 38 km od centrum Warszawy, 10 km od Zalewu Zegrzyńskiego. 
Grunty sołectwa otaczają obszary wsi: Cisie, Józefów, Stasiopole, Sokołówek, Popielarze i Nowe Załubice. Powierzchnia sołectwa wynosi 762,7 ha, z czego około 300 ha pod zabudowę rekreacyjną. Na 130 posesji mieszkańców przypada tu około 900 zamieszkanych działek rekreacyjnych (poza tym wiele działek jest niezagospodarowanych), głównie mieszkańców Warszawy. Miejscowość jest często odwiedzana w okresie letnim.
Łąki nad Bugiem posłużyły jako plener do końcowej sceny filmu Ryś w reżyserii Stanisława Tyma.
Wieś wzmiankowana już w 1380 r. w dokumencie wystawionym przez księcia mazowieckiego Siemowita III w którym to ziemie te wraz z Popowem należącymi do Piotra z Popowa herbu Pobóg przeniósł na Prawo chełmińskie.

## Ważniejsze obiekty
- Ośrodek Zdrowia,
- kościół i Parafia pod wezwaniem Matki Bożej Loretańskiej,
- Remiza strażacka,
- Skansen Kultury Ludowej i Ziemiańskiej[8],
- kąpielisko na Bugu.

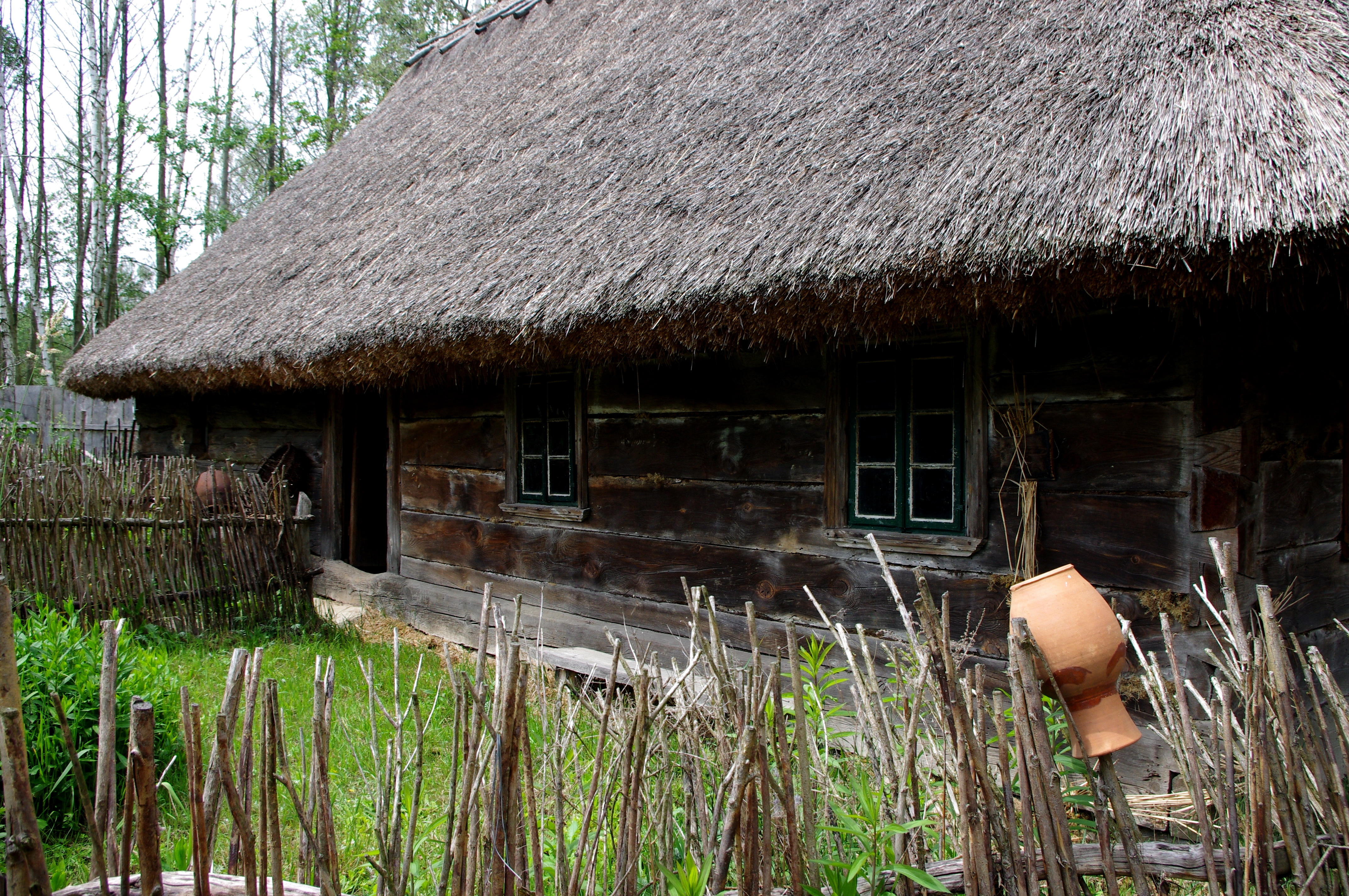
Skansen Kultury Ludowej i Ziemiańskiej
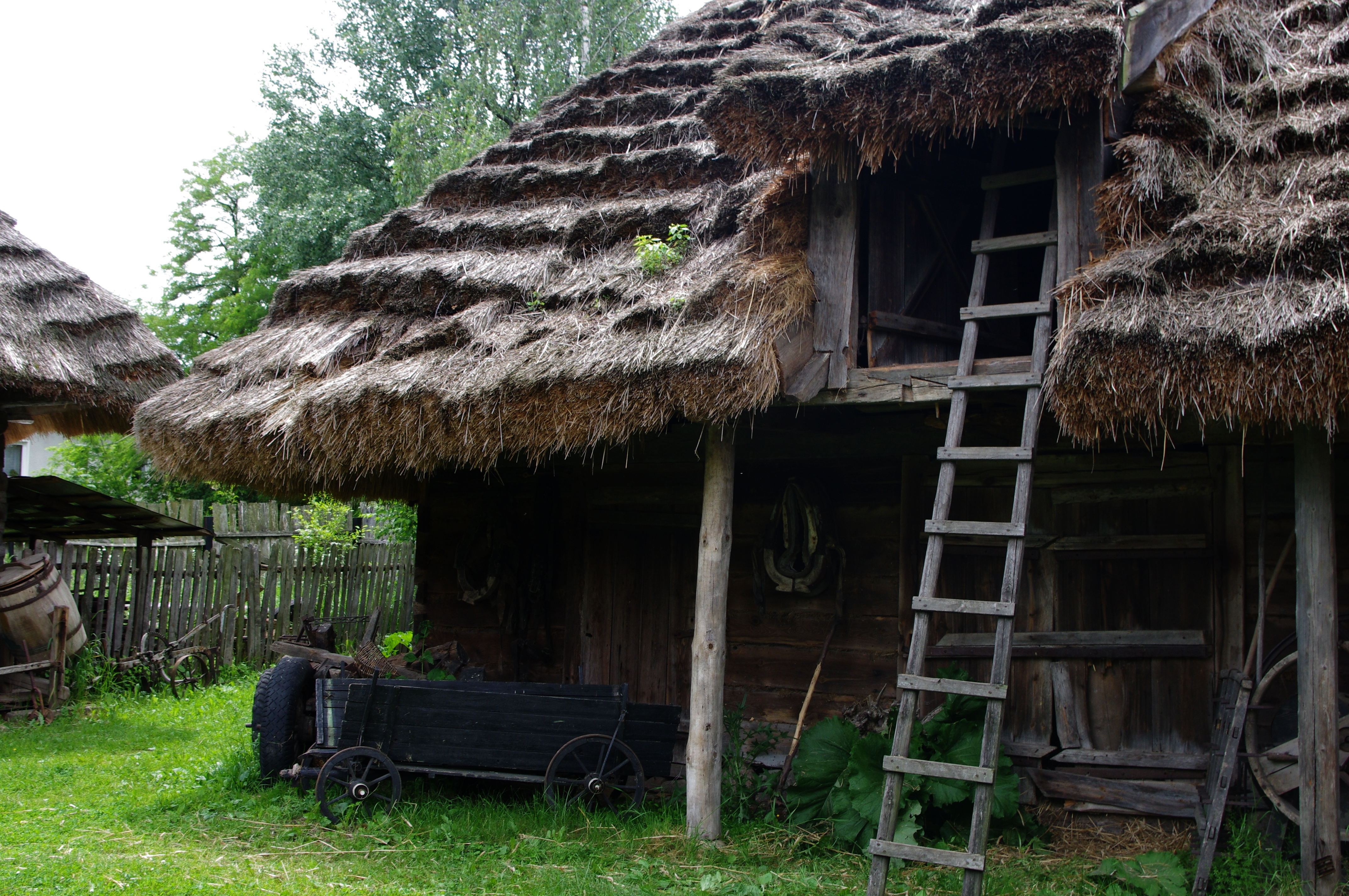
Skansen
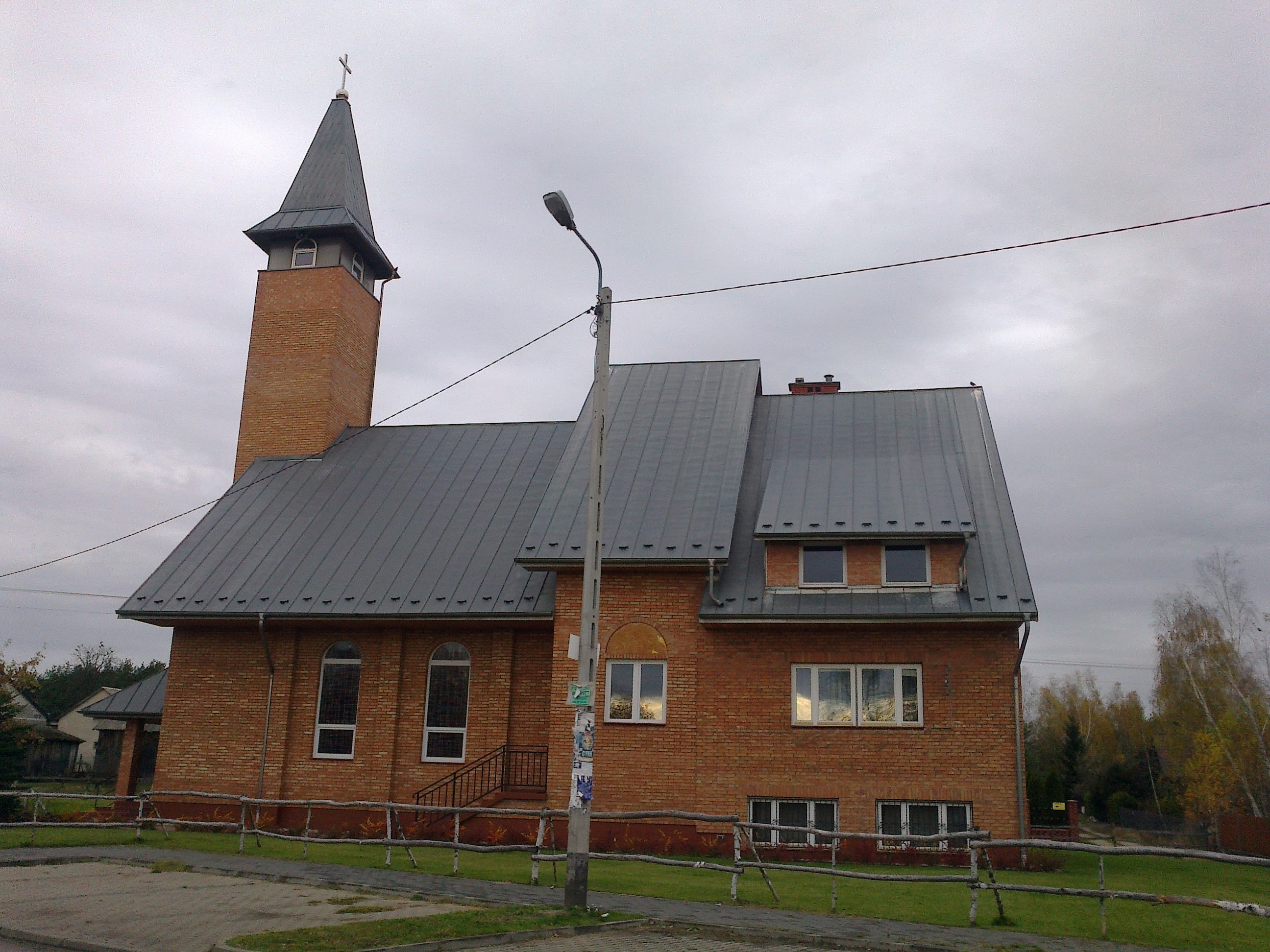
Kościół Matki Bożej Loretańskiej
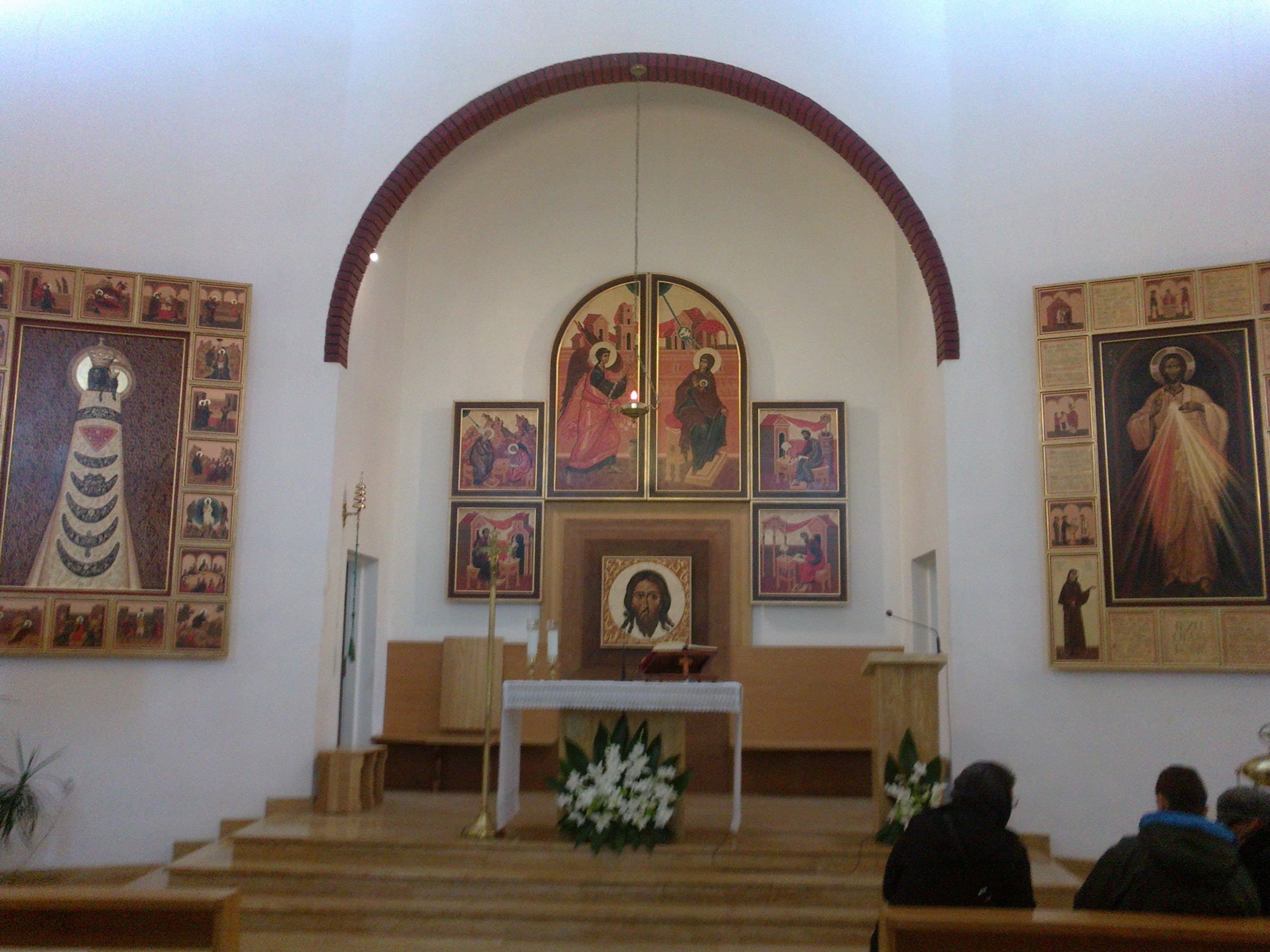
Wnętrze kościoła